# Речная бадяга
Речная бадяга (лат. Ephydatia fluviatilis) — вид пресноводных губок из рода Ephydatia семейства бадяги (Spongillidae).
По сравнению с обыкновенной бадягой, колонии речной бадяги (эфидатии) мягче и образуют более мягкие и более мелкие корки. Связано это с тем, что у эфидатии в клетках меньше спонгина и скелет у неё состоит из более мелких игл и в меньшем количестве.
Речная бадяга (эфидатия) чаще встречается в речках, крупных ручьях, проточных прудах, а порой в прибрежных частях озёр с подвижной водой.